# Cắt cụt chi
Cắt cụt chi (hay đoạn chi) là việc cắt bỏ chi do chấn thương, bệnh nội khoa hoặc phẫu thuật. Là một biện pháp phẫu thuật, nó được sử dụng để kiểm soát cơn đau hoặc quá trình bệnh ở chi bị ảnh hưởng, chẳng hạn như ung thư hoặc hoại thư. Trong một số trường hợp, nó được thực hiện trên các cá nhân như là một phẫu thuật phòng ngừa cho các vấn đề như vậy.  Một trường hợp đặc biệt là cắt cụt bẩm sinh, một bất thường bẩm sinh, trong đó các chi của thai nhi đã bị cắt đứt bởi các dải hẹp. Ở một số quốc gia, cắt cụt tay, chân hoặc các bộ phận cơ thể khác hoặc được sử dụng như một hình thức trừng phạt đối với những người phạm tội.  Cắt cụt cũng đã được sử dụng như một chiến thuật trong chiến tranh và các hành động khủng bố; nó cũng có thể xảy ra như một chấn thương chiến tranh.  Trong một số nền văn hóa và tôn giáo, cắt cụt hoặc cắt xén quy mô nhỏ được coi là một thành tựu trong các nghi lễ.
Khi được thực hiện bởi một người, người thực hiện cắt cụt chi là một người cắt cụt chi (amputator). Người bị cắt cụt được gọi là người bị cắt cụt chi (amputee).
Ở Mỹ, phần lớn các trường hợp cắt cụt mới xảy ra do các biến chứng của hệ thống mạch máu, đặc biệt là do bệnh tiểu đường. Từ năm 1988 đến 1996, có trung bình 133.735 lần xuất viện để cắt cụt chi mỗi năm ở Mỹ.  Năm 2005, chỉ ở Mỹ, đã có 1.6 triệu người bị cắt cụt chi. Năm 2013, con số này là 2.1 triệu. Khoảng 185.000 lần cắt cụt chi xảy ra ở Hoa Kỳ mỗi năm. Năm 2009, chi phí bệnh viện liên quan đến cắt cụt chi tổng cộng hơn 8.3 tỷ đô la Mỹ.  Ước tính có khoảng 3.6 triệu người ở Hoa Kỳ sống với việc thiếu chân tay vào năm 2050.  Người Mỹ gốc Phi có khả năng bị cắt cụt chi cao gấp bốn lần so với người Mỹ da trắng.